# Абдурахманов, Шагав Нурмагомедович
Шагав Нурмагомедович Абдурахманов (авар. Шагьав НурмухIамадил ГIабдурахIманов) — советский и российский дагестанский музыкант, певец, игрок на пандуре, участник Великой Отечественной войны. Заслуженный артист Дагестанской АССР (1965), кавалер ордена «Долг и Честь» (1957), Народный артист Дагестана (1997), Народный герой Дагестана (2007), кавалер ордена «За заслуги перед Республикой Дагестан» (2017). 

## Биография
Шагав Абдурахманов родился 14 июля 1927 года в селе Талух Гунибского округа (ныне — Чародинского района).
В детские годы умел хорошо играть на зурне. В 1942 году работал заведующим начальной школы в селе Цуриб Чародинского района. В 1950 году его приглашают работать солистом на республиканское радиовещание, где он проработал два года. Возвратившись в родной район, его назначили заведующим отделом райкома комсомола, поручив наладить работу художественной самодеятельности.
Шагав Абдурахманов собрал вокруг себя немало талантливых певцов, как Магомеда Нурудинова из Гочоба, Абдуллу Абдулаева из Сумета, Абдулвахида Османова из Талуха, Хурию Кантулову из Цуриба и других. Так родился популярный коллектив художественной самодеятельности Чародинского района, на основе которого возник известный Чародинский мужской хор. Чародинский мужской хор, созданный Шагавом Абдурахмановым, с далеких 60-х годов участвует во многих праздничных мероприятиях, проводимых в республиках Северного Кавказа.
Продолжительное время Шагав Абдурахманов работал сначала ответственным секретарем, затем заместителем редактора районной газеты.
За заслуги в области развития искусства и литературы Шагав Нурмагомедович награжден почетной грамотой Президиума Верховного Совета РСФСР. Награжден также многочисленными почетными грамотами, дипломами оргкомитета смотров, конкурсов. В 1965 году ему присвоено почетное звание «Заслуженный артист ДАССР», а в 1997 году он удостоился почетного звания «Народный артист ДАССР». В 2015 году был награждён юбилейной медалью «70 лет Победы в Великой Отечественной войне».
Перед уходом на заслуженный отдых Шагав Абдурахманов работал в районной школе искусств, обучал детей игре на пандуре и создал оркестр пандуристов.
В 2017 году прошёл юбилейный вечер, посвящённый 90-летию Шагава Абдурахманова, на котором глава республики Рамазан Абдулатипов вручил ему орден «За заслуги перед Республикой Дагестан».
Скончался 5 мая 2020 года.